# Wahlbezirk Böhmen 31
Der Wahlbezirk Böhmen 31 war ein Wahlkreis für die Wahlen zum Abgeordnetenhaus im österreichischen Kronland Böhmen. Der Wahlbezirk wurde 1907 mit der Einführung der Reichsratswahlordnung geschaffen und bestand bis zum Zusammenbruch der Habsburgermonarchie.

## Geschichte
Nachdem der Reichsrat im Herbst 1906 das allgemeine, gleiche, geheime und direkte Männerwahlrecht beschlossen hatte, wurde mit 26. Jänner 1907 die große Wahlrechtsreform durch Sanktionierung von Kaiser Franz Joseph I. gültig. Mit der neuen Reichsratswahlordnung schuf man insgesamt 516 Wahlbezirke mit je einem zu wählenden Abgeordneten, die durch Direktwahl mit allfälliger Stichwahl bestimmt wurden. Der Wahlkreis Böhmen 31 umfasste die Städte, Märkte und Gemeinden Klattau, Taus, Neugedein, Schüttenhofen, Presitz, Nepomuk, Stachau, Stankau Dorf, Altpilsenetz, Nürschan und Großzdikau. Aus der Reichsratswahl 1907 ging Antonín Hubka von der Tschechisch national-sozialen Partei als Sieger hervor. Er wurde bei der Reichsratswahl 1911 von Alois Rašín von den Jungtschechen abgelöst.

## Wahlen
Die Reichsratswahl 1907 wurde am 14. Mai 1907 (erster Wahlgang) sowie am 23. Mai 1907 (Stichwahl) durchgeführt.

### Reichsratswahl 1907

#### Erster Wahlgang
| Kandidat                                                                | Partei                                  | Wahlkreisstimmen | Prozent |
| ----------------------------------------------------------------------- | --------------------------------------- | ---------------- | ------- |
| Alois Šašek                                                             | Tschechische Sozialdemokratische Partei | 3926             | 48,4 %  |
| Antonín Hubka                                                           | Tschechisch national-soziale Partei     | 2263             | 27,9 %  |
| Luboš Jeřábek                                                           | Alttschechischer Kompromisskandidat     | 1908             | 23,5 %  |
|                                                                         | Sonstige Parteien                       | 27               | 0,3 %   |
| Wahlberechtigte: 10.126, Ungültige Stimmen: 27, Wahlbeteiligung: 80,3 % |                                         |                  |         |

#### Stichwahl
| Kandidat                                                                | Partei                                  | Wahlkreisstimmen | Prozent |
| ----------------------------------------------------------------------- | --------------------------------------- | ---------------- | ------- |
| Antonín Hubka                                                           | Tschechisch national-soziale Partei     | 4128             | 51,3 %  |
| Alois Šašek                                                             | Tschechische Sozialdemokratische Partei | 3924             | 48,7 %  |
| Wahlberechtigte: 10.133, Ungültige Stimmen: 50, Wahlbeteiligung: 80,0 % |                                         |                  |         |

### Reichsratswahl 1911
Die Reichsratswahl 1911 wurde am 13. Juni 1911 sowie am 20. Juni 1911 (Stichwahl) durchgeführt.

#### Erster Wahlgang
| Kandidat                                                                | Partei                                               | Wahlkreisstimmen | Prozent |
| ----------------------------------------------------------------------- | ---------------------------------------------------- | ---------------- | ------- |
| Alois Rašín                                                             | Jungtschechen                                        | 3535             | 44,1 %  |
| Jindřich Juna                                                           | Tschechische Sozialdemokratische Partei              | 3516             | 43,9 %  |
| Jakob Filip                                                             | Christlichsoziale Partei                             | 464              | 5,8 %   |
| František Machač                                                        | Tschechische staatsrechtlich-fortschrittliche Partei | 321              | 4,0 %   |
| Karel Pelant                                                            | Realist                                              | 134              | 1,7 %   |
|                                                                         | Sonstige                                             | 47               | 0,6 %   |
| Wahlberechtigte: 10.399, Ungültige Stimmen: 54, Wahlbeteiligung: 77,6 % |                                                      |                  |         |

#### Stichwahl
| Kandidat                                                                | Partei                                  | Wahlkreisstimmen | Prozent |
| ----------------------------------------------------------------------- | --------------------------------------- | ---------------- | ------- |
| Alois Rašín                                                             | Jungtschechen                           | 4861             | 56,8 %  |
| Jindřich Juna                                                           | Tschechische Sozialdemokratische Partei | 3693             | 43,2 %  |
| Wahlberechtigte: 10.399, Ungültige Stimmen: 45, Wahlbeteiligung: 82,7 % |                                         |                  |         |